# Houston Rockets
Los Houston Rockets (en español, Cohetes de Houston) es un equipo profesional de baloncesto de los Estados Unidos con sede en Houston, Texas. Compiten en la División Suroeste de la Conferencia Oeste de la National Basketball Association (NBA) y disputan sus partidos como locales en el Toyota Center.
El equipo fue fundado en 1967 en la localidad californiana de San Diego con el nombre de San Diego Rockets, aunque en 1971, tras cuatro años, se trasladaron a la ciudad texana de Houston.
En su temporada del debut ganaron únicamente 15 partidos, pero tras elegir en el draft de 1968 en el número uno a Elvin Hayes consiguieron esa misma temporada hacer su primera aparición en unos playoffs. Sin embargo, Hayes fue traspasado cuatro años después, en 1972, a los Baltimore Bullets. Cuatro años más tarde, en 1976, con el fichaje del jugador Moses Malone, que venía de los Buffalo Braves, este se erigió como líder del equipo, ganando dos premios MVP al mejor jugador de la NBA durante su estancia de seis años en el equipo, y llevó a los Houston Rockets a su primera aparición en unas Finales de la NBA en 1981, en las que cayeron en seis partidos ante los Boston Celtics por 4-2.

## Estadios
San Diego Rockets
- San Diego Sports Arena (1967-1971)

Houston Rockets
- Hofheinz Pavilion (1971-1975)
- HemisFair Arena (1972-1973)
- The Summit (1975-2003) (más tarde renombrado como "Compaq Center" y en la actualidad es la Iglesia Lakewood)
- Toyota Center (2003-presente)

## Historia

### Primeros años en San Diego

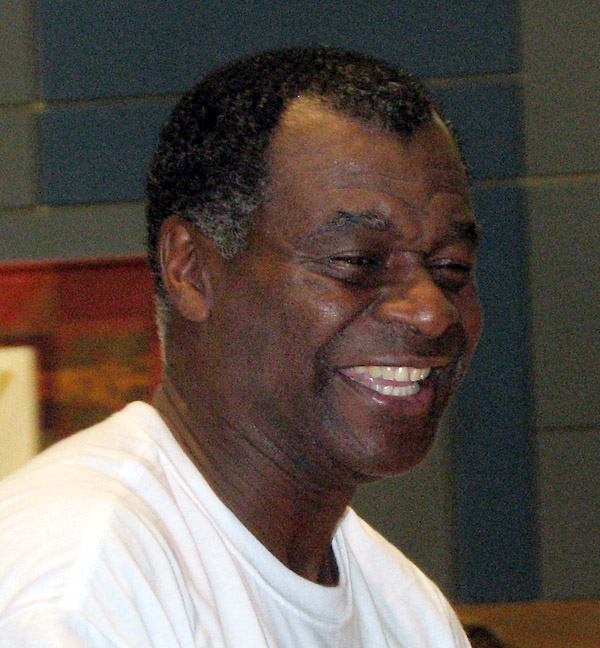
Calvin Murphy desarrolló toda su carrera en los Rockets.

Los Rockets fueron creados en la ciudad de San Diego en 1967, y tras ser comprados por Robert Breitbard por 1,75 millones de dólares, entraron en la NBA junto con Seattle SuperSonics en el draft de expansión de la temporada 1967-68. El sobrenombre de los Rockets fue dado porque la ciudad de San Diego se denominaba a sí misma una ciudad en movimiento. Jack McMahon fue elegido como entrenador, y su primera elección en el Draft de la NBA de 1967 fue el que años más tarde sería miembro del Basketball Hall of Fame, Pat Riley, en la séptima posición. En su primera temporada perdieron 67 partidos, por entonces récord de derrotas en la historia de la NBA.
En 1968, los Rockets ganaron el lanzamiento de moneda a Baltimore Bullets, consiguiendo la primera posición del draft de 1968. Seleccionaron a Elvin Hayes de la Universidad de Houston. El rookie Hayes lideró al equipo hacia su primera aparición en playoffs en 1969, cayendo eliminados en Semifinales de División ante Atlanta Hawks por 4-2. En el Draft de 1970, los Rockets eligieron a Calvin Murphy y Rudy Tomjanovich, a posteriori jugadores claves en la franquicia. Entrenados por Jack McMahon y Alex Hannum, los Rockets finalizaron su estancia en San Diego con un balance de 119-209, sin lograr clasificarse para los playoffs en las dos temporadas siguientes.

### Traslado a Houston

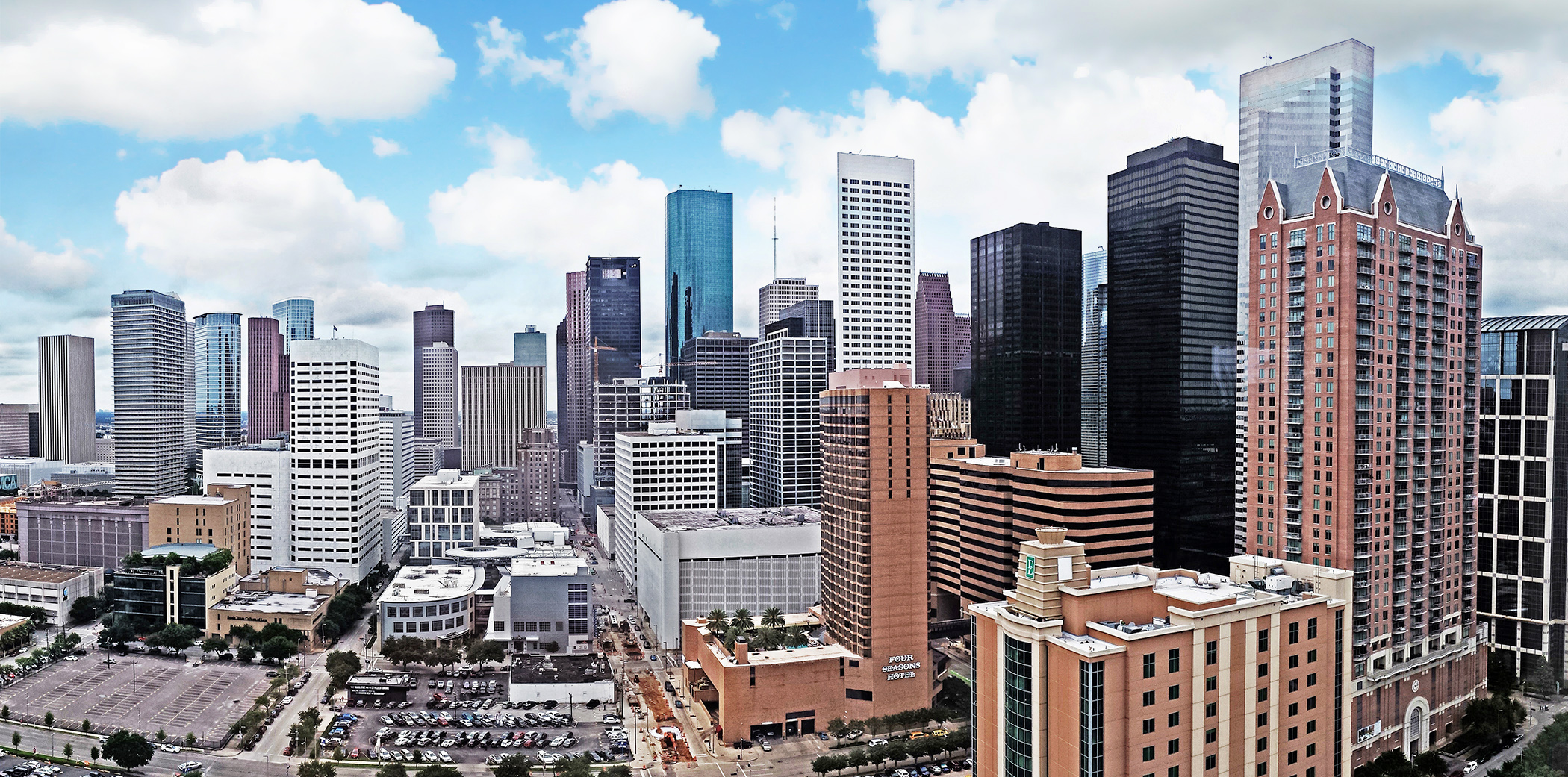
El equipo se trasladó en 1971 a Houston.

En 1971, el agente de bolsa inmobiliario Wayne Duddleston y el banquero Billy Goldberg compraron la franquicia por 5.6 millones de dólares y la trasladaron de San Diego -donde los aficionados se inclinaban más por Los Angeles Lakers que por los Rockets- a Houston. 
Los Rockets originalmente eran conocidos por el lema de la ciudad de San Diego, "A City in Motion" (en español: una ciudad en movimiento), pero con el traslado a Houston su nombre tomó una relevancia aún mayor. Houston es la casa del Centro Espacial Lyndon B. Johnson y del Centro de Control de la NASA, recibiendo una atención nacional durante el Programa Apolo. El equipo de béisbol de Houston fue llamado de manera similar, Houston Astros, y el estadio Astrodome, una construcción muy futurista. Además, el equipo femenino de baloncesto de la WNBA se llama Houston Comets y está asociado a los Rockets.

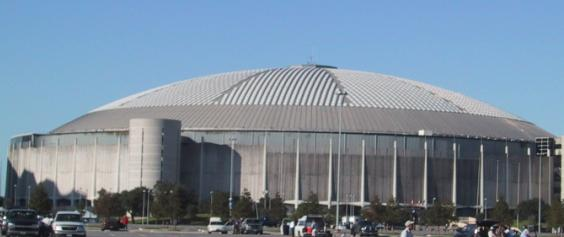
Los Rockets jugaron varios partidos en el Astrodome a principios de los 70.

Los Rockets comenzaron jugando en varios pabellones de Houston, incluyendo el Astrodome, AstroHall y Hofheinz Pavilion. También jugaron en el HemisFair Arena en San Antonio y en Waco. Sin embargo, el apoyo del público era muy pobre en una ciudad dominada por el fútbol americano y el béisbol, y los Rockets promediaron una media de menos de 5.000 espectadores por partido en su primera temporada en Houston. 
Antes de que diera comienzo la temporada en 1971, el entrenador Alex Hannum se marchó a Denver Nuggets de la ABA. Tex Winter se encargó de sustituirle. Winter aplicó su sistema del triángulo ofensivo que contrastó con el estilo ofensivo que Hayes estaba acostumbrado. Houston pronto traspasó a Hayes a Baltimore Bullets por Jack Marin. La carencia de éxito hizo poco para capturar la atención de la ciudad, y en la primavera de 1973, después de la décima derrota consecutiva del equipo, Winter fue despedido.
En 1975, los Rockets se trasladaron a un nuevo pabellón más moderno, The Summit, que sería su casa durante los próximos 28 años. Con Johnny Egan de entrenador, y Tomjanovich, Murphy y Mike Newlin liderando al equipo, los Rockets lograron su primera clasificación a los playoffs desde que se mudaron a Houston. Los Rockets eliminaron a los New York Knicks de Walt Frazier y Earl Monroe en primera ronda, pero cayeron ante Boston Celtics en Semifinales de Conferencia.

### La era de Moses Malone (1976-1982)
A principios de la temporada 1976-77, los Rockets adquirieron a Moses Malone de un traspaso con Buffalo Braves. El equipo derrotó a Washington Bullets en las Semifinales de Conferencia, aunque en las Finales de Conferencia saldrían apeados de la competición por Philadelphia 76ers. Malone realizó una serie impresionante ante los Bullets de Hayes y Wes Unseld.

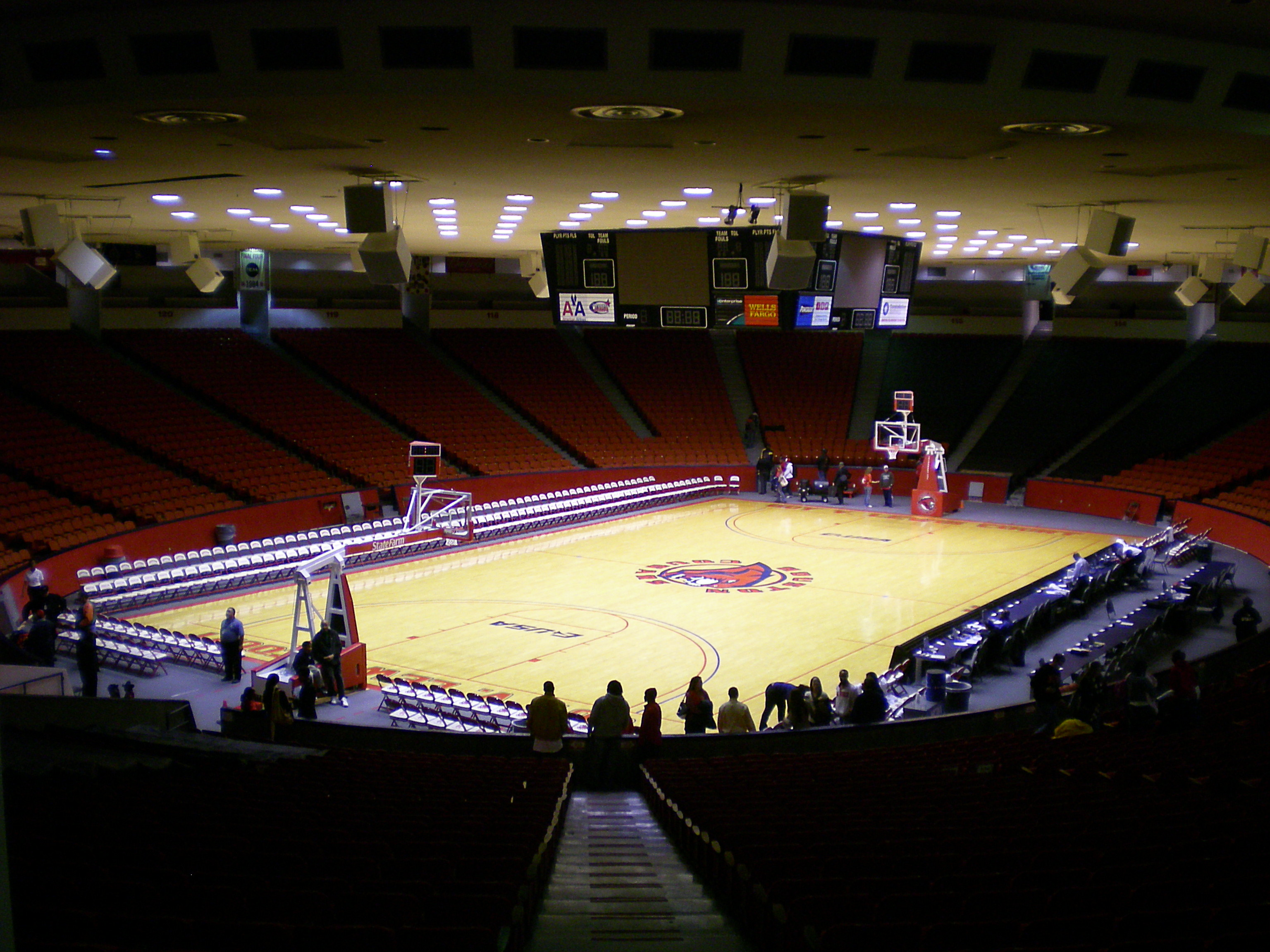
El Hofheinz Pavilion fue el primer pabellón de los Rockets en Houston.

El 9 de diciembre de 1977, en un partido ante los Lakers, Kevin Kunnert tuvo una pelea con el jugador del conjunto californiano Kermit Washington. Cuando Tomjanovich se acercó al tumulto, Washington se giró y le lanzó un terrible puñetazo en el rostro, causándole importantes lesiones en el cráneo. Esta escena marcó las carreras de Tomjanovich y Washington. Tomjanovich tuvo que estar los siguientes cinco meses de rehabilitación, y regresó a las canchas para jugar el All-Star Game de 1978. Un libro editado por John Feinstein recoge los acontecimientos de aquella infame pelea y los diferentes caminos que tomaron los dos jugadores tras aquel día.
Malone recibió el premio de MVP de la temporada en 1979. Malone, Murphy y Tomjanovich jugaron aquel año el All-Star Game. Rick Barry se unió al equipo en un traspaso con Golden State Warriors a cambio de John Lucas. Barry promedió unos modestos 13.5 puntos por partido y estableció un nuevo récord NBA en porcentaje de tiros libres, con un 94.7%. Jugaría un año más en los Rockets antes de retirarse en 1980.
Los Rockets firmaron un 47-35 en la temporada 1978-79, la última campaña de Tom Nissalke como entrenador del equipo. Finalizaron segundos en la División Central, siendo eliminados por Atlanta Hawks a las primeras de cambio en playoffs.
Del Harris sustituyó a Nissalke como entrenador en la temporada 1979-80. Los Rockets terminaron la competición 41-41, empatando con San Antonio Spurs en la segunda posición de la División Central. Después de vencer a los Spurs en primera ronda por 2-1, fueron barridos por Boston Celtics en las Semifinales de Conferencia.

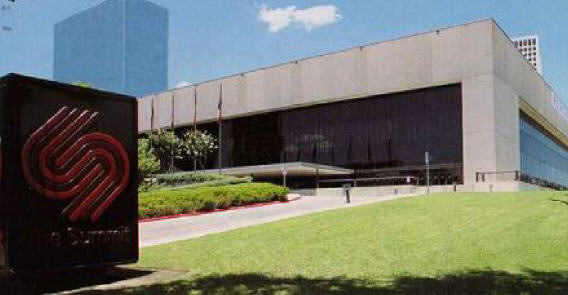
The Summit fue el pabellón de los Rockets entre 1975 y 2003.

En 1981, la llegada de un tercer equipo de Texas a la NBA, Dallas Mavericks, hizo que la liga reestructurara las conferencias y enviara a Houston a la División Medio Oeste de la Conferencia Oeste, junto con San Antonio, Kansas City, Denver, Utah y Dallas. Houston empató con Kansas City en la segunda plaza de la división, detrás de los Spurs con un balance de 40-42, entrando en playoffs.
Su camino en la postemporada comenzó batiendo a los Lakers en primera ronda. En la siguiente ronda se verían las caras con los Spurs de George Gervin, venciéndoles por un ajustado 4-3. Ya en las Finales de Conferencia, los Rockets derrotaron en cinco partidos a unos Kansas City Kings liderados por Otis Birdsong, Scott Wedman y Phil Ford. Los Rockets se plantaban por primera vez en su historia en las Finales de la NBA, donde caerían contra Boston Celtics en seis encuentros.
Durante la temporada, Murphy, el jugador más bajo de la liga, estableció dos récords NBA; 78 tiros libres consecutivos anotados, rompiendo el antiguo récord que ostentaba Rick Barry con 60 en 1976, y 95.8% en tiros libres, superando el antiguo récord de Barry en los Rockets en 1979. La siguiente temporada, el equipo mejoró su balance firmando un 46-36, pero fueron eliminados en primera ronda de playoffs por Seattle Sonics. En 1982, Malone recibió su segundo MVP de la temporada.
En la temporada 1982-83, después de que traspasaran a Malone a Philadelphia 76ers, los Rockets firmaron un paupérrimo 14-68. Del Harris fue despedido y sustituido por Bill Fitch. Los Rockets se llevaron la primera elección en el Draft de 1983, seleccionando al pívot Ralph Sampson de la Universidad de Virginia. La temporada siguiente mejoró mucho respecto a la pasada. Se cree que en los últimos partidos de la temporada el equipo se dejó perder intencionadamente para tener más posibilidades de escoger una elección alta en el Draft. Esta fue la última temporada en la que el proceso del Draft era mediante el lanzamiento de moneda, instalando la Lotería del Draft al año siguiente para evitar que los equipos se dejasen perder. Ralph Sampson sería nombrado Rookie del Año.

### La era Hakeem Olajuwon (1984-2001)

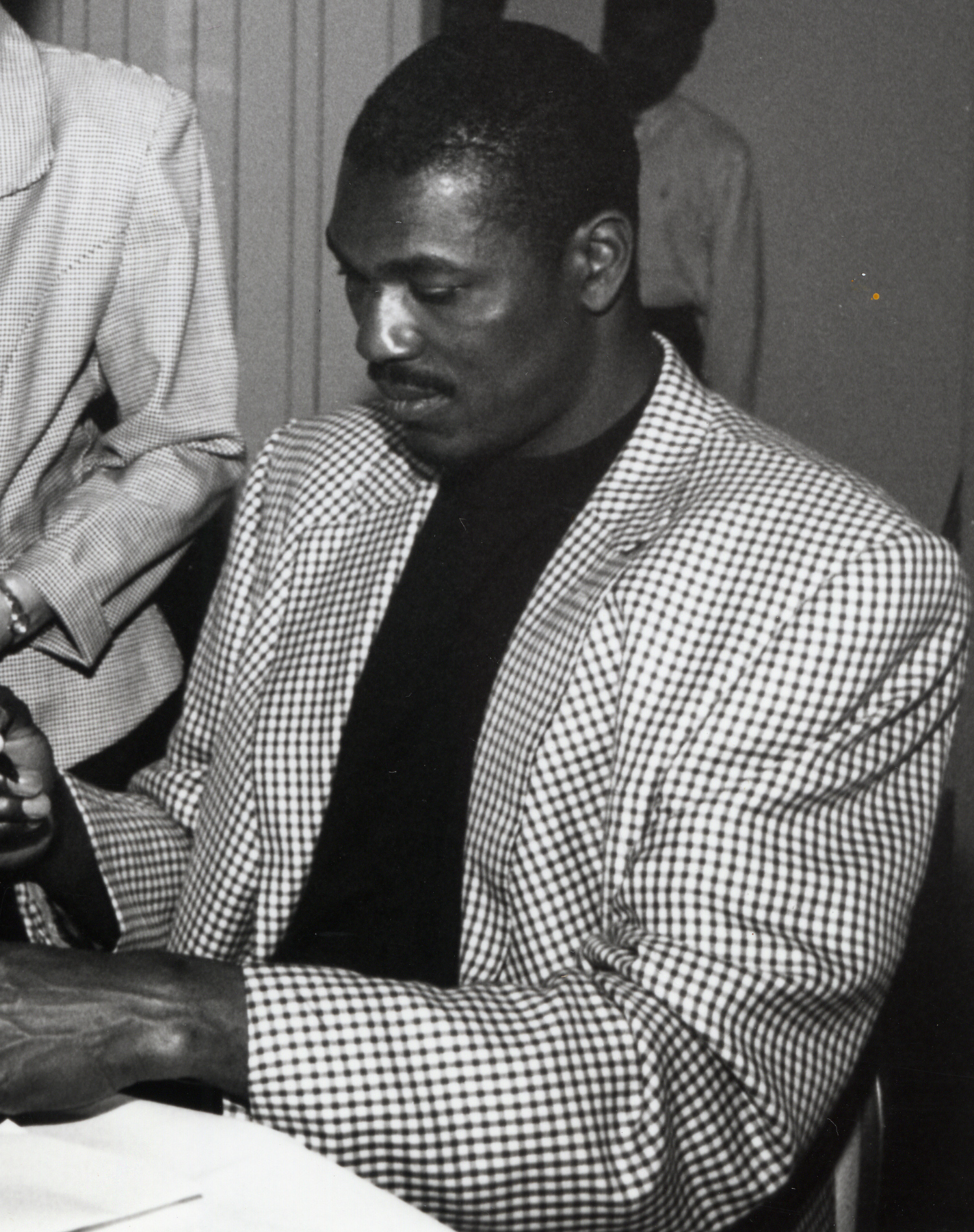
Hakeem Olajuwon, principal artífice de los dos anillos consecutivos de Houston.

#### Las Torres Gemelas (1984-1987)
En 1984 de nuevo tuvieron la oportunidad de elegir en la primera posición del draft, escogiendo al pívot nigeriano Hakeem Olajuwon (por entonces se escribía sin "H") de la Universidad de Houston. Esa temporada, Olajuwon finalizó segundo en la votación al Rookie del Año por detrás de Michael Jordan. Con Olajuwon y Sampson en el All-Star Game, los Rockets disfrutaron de una exitosa temporada, ganando el título de campeones de la Conferencia Oeste y colándose en las Finales de la NBA por segunda vez en su historia. Sin embargo, de nuevo los Celtics se cruzaron en su camino, derrotándoles 4-2. Fue el momento álgido de las llamadas "Torres Gemelas".

#### Clutch City (1987-1992)
En la temporada 1987-88, los Rockets cayeron eliminados en primera ronda. Don Chaney sustituyó a Fitch como entrenador del equipo y, además, se traspasó a Golden State a Ralph Sampson, que comenzó a bajar su productividad dentro del equipo. Las temporadas 1988-89 y 1989-90 vieron las adquisiciones de Otis Thorpe y Vernon Maxwell, pero en ambas campañas volvieron a caer en primera ronda.
Entre 1987 y 1992, los Rockets tuvieron balances positivos, pero nunca pasaron de Semifinales de Conferencia en playoffs. Con el nuevo entrenador Rudy Tomjanovich, los Rockets ganaron 55 partidos en la 1992-93, pero Seattle SuperSonics les eliminó en Semifinales de Conferencia.

#### Los dos campeonatos (1993-1995)
El 30 de julio de 1993, Leslie Alexander compró los Rockets. En el segundo año de Tomjanovich como entrenador del equipo, comenzaron la temporada 1993-94 de manera arrolladora; 15-0. Con Olajuwon liderando el bloque, los Rockets vencieron a los Knicks en las Finales de la NBA consiguiendo así su primer campeonato. Tras cinco partidos, los Knicks tomaron ventaja por 3-2. Los Rockets defendían una ventaja de 86-84 en los últimos segundos del sexto partido. En el último segundo, John Starks (quien había anotado 27 puntos hasta entonces) tiraba un triple que les daba el campeonato, pero Olajuwon hizo una de las mejores jugadas defensivas de todos los tiempos y taponó el disparo. En el séptimo partido, Olajuwon dominó el partido, su doble-doble con 25 puntos y 10 rebotes fueron suficientes para vencer a los Knicks y llevarse el anillo a Texas.
Los Rockets lucharon duramente durante la primera mitad de la temporada 1994-95. A mitad de campaña, consiguieron a Clyde Drexler de Portland a cambio de Otis Thorpe. Drexler ya había coincidido antes con Olajuwon en la Universidad de Houston. Los Rockets entraron en playoffs como sextos del Oeste. En ellos, batieron a Utah Jazz (60-22 en la liga regular) en primera ronda, Phoenix Suns (59-23) en Semifinales, y San Antonio Spurs (62-20) en las Finales de Conferencia. En el quinto partido de la serie ante los Spurs, se celebró una ceremonia previa al mismo en el que se entregó el MVP de la temporada a David Robinson. En el encuentro, Olajuwon dio una lección al pívot de San Antonio anotando 42 puntos y ganando el partido. En las Finales de la NBA, Houston se encontró con Orlando Magic, liderado por Shaquille O'Neal y Penny Hardaway. Los Rockets barrieron ganando los cuatro encuentros, sin dar prácticamente opción a los Magic. Los Rockets se convirtieron en el primer equipo en ganar el anillo finalizando la temporada regular en la sexta posición de su conferencia. Además, fueron el primer equipo en eliminar a cuatro equipos de más de 50 victorias en temporada regular en su camino al anillo.

#### Después de los campeonatos (1996-2000)

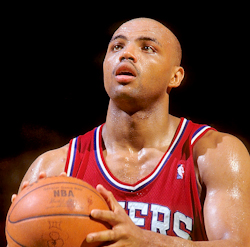
Charles Barkley llegó traspasado de Phoenix Suns.

Tras una campaña 1995-96 repleta de lesiones, los Rockets eliminaron a los Lakers en la primera ronda de playoffs, pero fueron barridos por Seattle Supersonics en Semifinales de Conferencia. La envejecida plantilla de Houston y la emergencia de los imparables Bulls llevaron a los Rockets a completar un dramático traspaso con Phoenix en el que se deshacían de Sam Cassell, Chucky Brown, Mark Bryant y Robert Horry por Charles Barkley. El "Gran Trío" (Olajuwon, Drexler y Barkley) lideró al equipo a un récord de 57-25. Houston barrió a Minnesota Timberwolves en la primera ronda, y en la segunda derrotaron a los Sonics en una dura serie de siete partidos. En las Finales de Conferencia se encontraron a los Jazz, un equipo a los que habían eliminado previamente en las dos temporadas en las que se alzaron con el campeonato, aunque esta vez fueron zapeados.
La temporada 1997-98 también estuvo marcada por las continuas lesiones, y el equipo finalizó 41-41 y octavo en el Oeste. En primera ronda se toparon de nuevo con los Jazz, siendo enviados a casa en cinco partidos. Tras la temporada, Drexler se retiró del baloncesto, y los Rockets realizaron otro importante traspaso en el que recibían a Scottie Pippen de Chicago a cambio de Roy Rogers y una segunda ronda de draft de 1999 y 2000. Pippen encajó bien en el sistema defensivo del equipo, pero le costó hacerse un hueco ofensivamente con Barkley y Olajuwon. En playoffs, fueron eliminados de manera decepcionante por los Lakers (3-1). Durante el verano, Barkley y Pippen mostraron públicamente su aversión el uno al otro.
A partir de los dos años del campeonato, el punto débil de los Rockets había sido la posición de base. El equipo fichó a Brent Price para cubrir las lagunas, pero era un jugador muy limitado debido a las lesiones. Ese verano intentaron solucionar sus problemas en ese puesto traspasando a Price, Antoine Carr, Michael Dickerson, Othella Harrington y una futura primera ronda de draft a Vancouver Grizzlies por el base novato Steve Francis y Tony Massenburg. Dos meses más tarde, los Rockets vendieron a Pippen a los Blazers a cambio de Walt Williams, Stacey Augmon, Ed Gray, Carlos Rogers, Brian Shaw y Kelvin Cato. Este traspaso dio la profundidad al equipo que había dejado el traspaso de Francis.
A principios de la temporada 1999-00, Barkley se rompió el tendón del cuádriceps de la rodilla izquierda en un partido contra Philadelphia 76ers y tuvo que retirarse precipitadamente del baloncesto, ya que tenía pensado hacerlo cuando finalizara la temporada. Barkley, ingeniosamente, declaró: "justo lo que América necesitaba, otro hombre negro en el paro". Barkley continuó con la rehabilitación y reapareció simbólicamente el 19 de abril de 2000 ante Vancouver Grizzlies, jugando 6 minutos y anotando 2 puntos. Con las lesiones de Barkley y Olajuwon, los Rockets terminaron 34-48 y se perdieron los playoffs.

### La era de Yao Ming y Tracy McGrady (2002-2009)

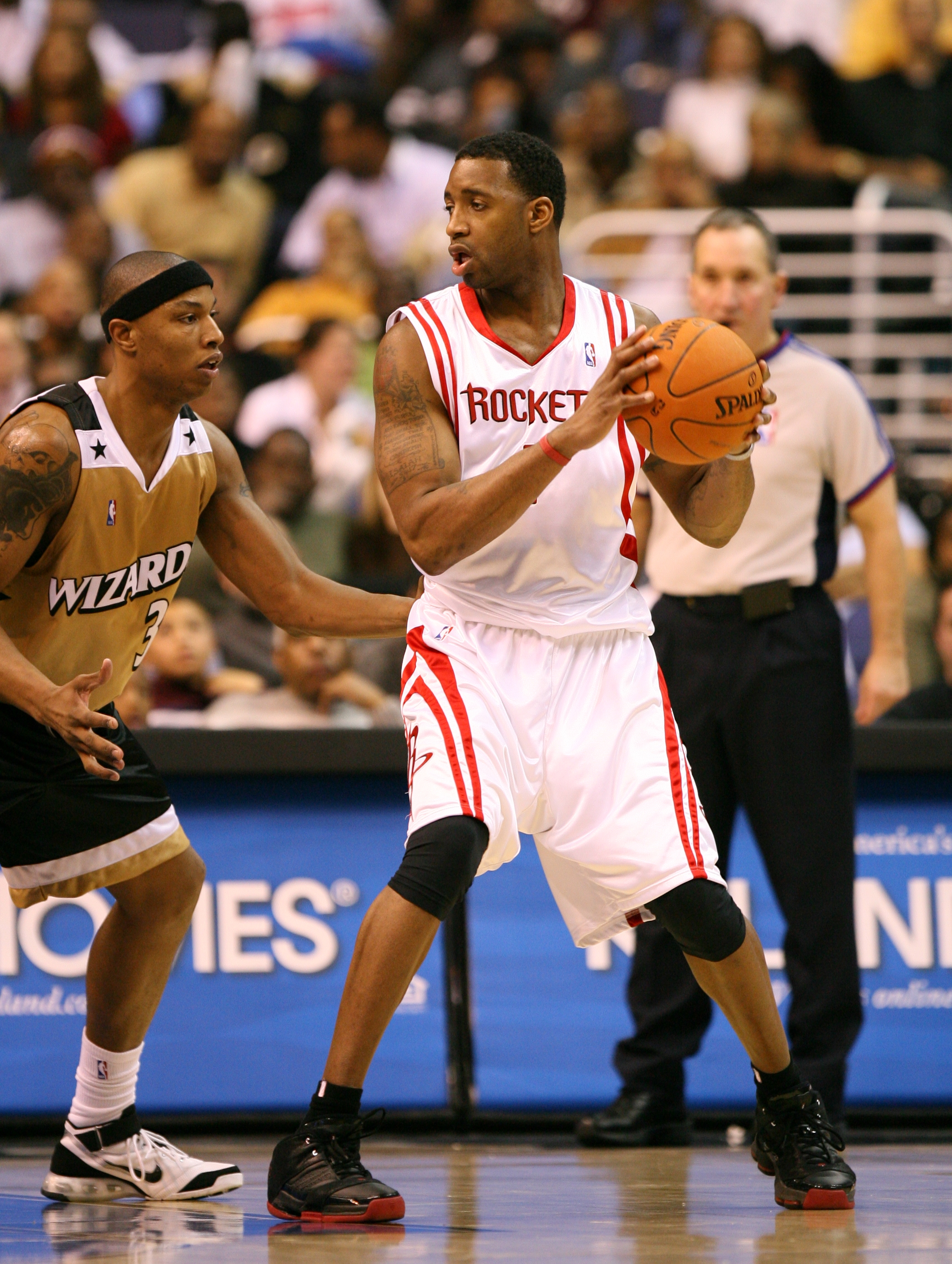
Tracy McGrady en un partido ante Washington Wizards.

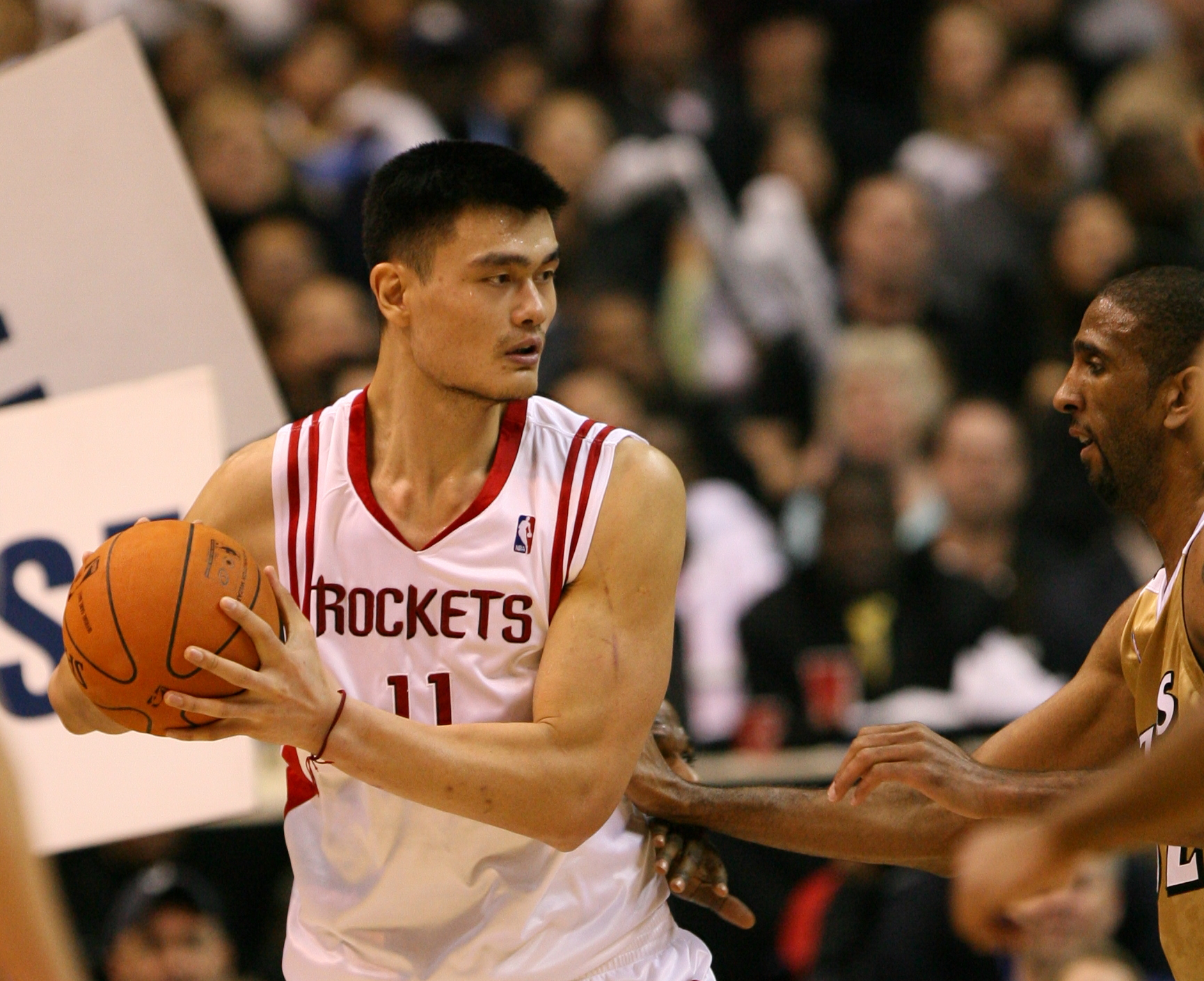
Yao Ming llegó a Houston en 2002.

En 2001, los Rockets consiguieron un balance 45-37 y barrieron a cada equipo de la División Central, pero no lograron meterse en playoffs. Un ya veterano Olajuwon fue traspasado a Toronto Raptors en 2001, dejando en el mando a Steve Francis y Cuttino Mobley. La temporada siguiente fue muy pobre, con el equipo repleto de novatos y jornaleros, debido, en parte, a la larga lesión de Francis. La primera campaña en casi 20 años sin Olajuwon se finalizó con un decepcionante balance de 28-54.
La suerte sonrío a los texanos en el Draft de 2002, seleccionando en la primera posición al prometedor pívot chino Yao Ming. La temporada 2002-03 tuvo una notable mejora en el equipo, con el trío Yao, Francis y Mobley liderando a los Rockets a un récord de 43-39, aunque siendo insuficiente para conseguir un puesto en playoffs. 
Con un 45-37 en la siguiente campaña, los Rockets visitaron la postemporada por primera vez desde 1999. Sin embargo, los Lakers, como en la última ocasión, eliminaron a los Rockets en primera ronda. En verano se vieron cambios de importancia en el equipo, traspasando a Steve Francis, Cuttino Mobley y Kelvin Cato a Orlando Magic por la superestrella Tracy McGrady, Juwan Howard, Tyronn Lue y Reece Gaines.
McGrady y Ming lideradon a los Rockets a su mejor registro en 10 años, 51-31, finalizando quintos en la dura Conferencia Oeste. Su aventura en playoffs finalizó de nuevo en primera ronda, cayendo ante Dallas Mavericks por 4-3. Tras esta campaña, obtuvieron a Stromile Swift y Derek Anderson vía agente libre, y a Mike James de Toronto Raptors por Rafer Alston. Pero una plaga de lesiones les visitó en la temporada 2005-06. Bob Sura fue operado de la rodilla en verano, y McGrady se pasó más tiempo en la enfermería que en las canchas a lo largo del curso. Además, Yao Ming también tuvo que pasar por el quirófano para tratar una infección en su dedo del pie, y David Wesley se fracturó una costilla. Con McGrady y Ming rara vez coincidiendo sanos en pista, los Rockets no consiguieron acceso a playoffs, finalizando 34-48. 
En el Draft de 2006, los Rockets seleccionaron a Rudy Gay, procedente de la Universidad de Connecticut, en la octava plaza. Gay fue enviado a Memphis Grizzlies junto con Stromile Swift a cambio de Shane Battier. El equipo también adquirió a Kirk Snyder de New Orleans Hornets por dos rondas de draft y dinero. Durante dicha temporada, los Rockets finalizaron con un balance de 52-30 a pesar de las lesiones en el equipo; terminaron quintos en la Conferencia Oeste y cayeron en playoffs ante Utah Jazz en siete partidos. Un año más, McGrady no pudo pasar de primera ronda, perdiendo el séptimo y definitivo encuentro por 103-99 en Utah. El 18 de mayo de 2007, el entrenador Jeff Van Gundy fue despedido.

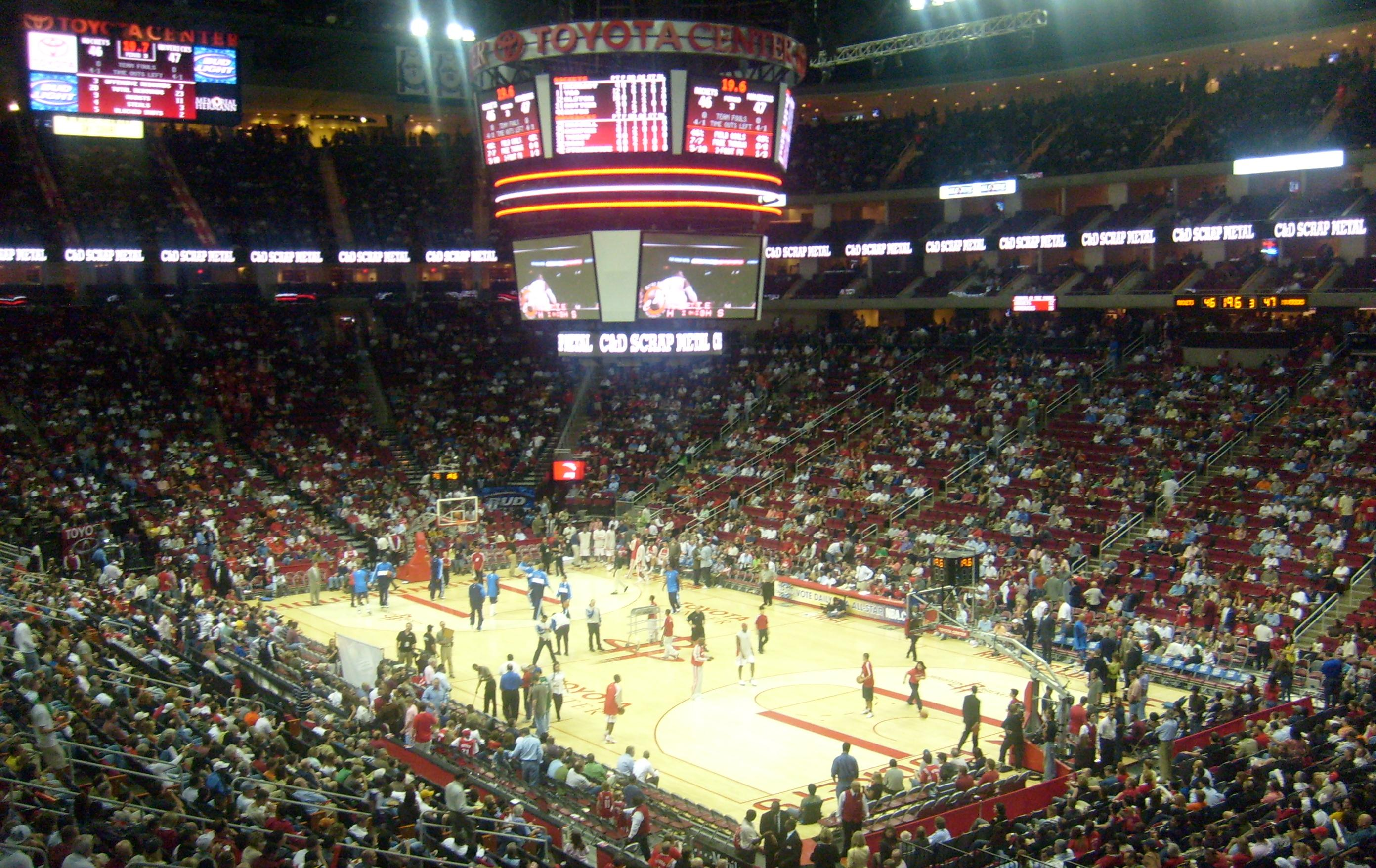
El Toyota Center durante un partido ante Dallas Mavericks.

Antes de comenzar la temporada 2007-08, los Rockets ficharon a Rick Adelman, sustituyendo en el puesto de entrenador a Van Gundy. El 14 de junio, los Rockets traspasaron a Juwan Howard a Minnesota Timberwolves por Mike James y Justin Reed, y seleccionaron en el Draft de 2007 al base Aaron Brooks de la Universidad de Oregón en la 26.ª posición y al australiano Brad Newley en la 54.ª posición. Además, recibieron a Carl Landry procedente de Seattle SuperSonics fruto de un traspaso. El 12 de julio, la franquicia traspasó al griego Vassilis Spanoulis a San Antonio Spurs junto con una segunda ronda de draft de 2009 a cambio del pívot Jackie Butler y los derechos del argentino Luis Scola, quien había sido elegido en 2002 por los Spurs. El 20 de julio, Steve Francis firmó un contrato de 2 años con los Rockets y diez días después renunció a las dos últimas temporadas de su contrato de 30 millones de dólares con Portland Trail Blazers. Sin embargo, debido a las lesiones, su baja forma y los cinco bases en la plantilla, Francis solo pudo disputar 10 partidos, promediando 5.5 puntos y 3 asistencias por noche.
El 16 de marzo, los Rockets consiguieron una racha de 22 partidos ganados consecutivos, consiguiendo con ello la tercera mejor marca en la historia de la NBA que tiene por delante la racha de los Lakers del 71-72 de 33 partidos ganados consecutivos y la de los Heat. En las últimas diez victorias, no contaron con el pívot Yao Ming, que sufrió una baja por lesión para el resto de temporada. El 18 de marzo, Boston Celtics puso fin a la racha derrotando a los Rockets por 94-74. El equipo finalizó la temporada regular con un récord de 55-27.
En playoffs, los Rockets fueron eliminados por segundo año consecutivo por los Jazz, esta vez en seis partidos, pese a su victoria agónica en el tercer partido.
La 2008-09 transcurrió de manera similar, acabando con un global de 53-29 y como quintos de la Conferencia Oeste. Pese a las sempiternas lesiones de T-Mac, los Rockets ganaron 4-2 a Portland Trail Blazers en primera ronda. Pero en la segunda, debido a las inoportunas lesiones de Yao y Dikembe Mutombo (este último se vio obligado a retirarse), los Rockets fueron eliminados 4-3 por Los Angeles Lakers en una reñida eliminatoria.
Para la temporada 2009-10, los Rockets firmaron a Trevor Ariza procedente de los Lakers.

### Reconstrucción (2010-2012)
En febrero de 2010, poco antes del cierre de mercado, los Rockets hicieron un traspaso a tres bandas con los New York Knicks y Sacramento Kings. Tracy McGrady firmó por los Knicks y los Rockets adquirían a Kevin Martin, Jordan Hill, Hilton Armstrong y Jared Jeffries. Mientras que los Kings consiguieron a Joey Dorsey y Carl Landry. Los Rockets terminaron la temporada con un 42-40, fuera de playoffs pero estableciendo un récord NBA, el de equipo con mejor cómputo sin jugadores All-Star.
En el draft de 2010, los Rockets se hicieron con Patrick Patterson. Ese verano, los Rockets firmaron al agente libre Brad Miller, mientras que Trevor Ariza fue transferido a New Orleans Hornets, a la vez que recibían a Courtney Lee de New Jersey Nets.
En la temporada 2010-11, tras solo 5 partidos, Yao volvía a lesionarse de la rodilla izquierda. Yao se volvió a perder otra temporada. Para julio de 2011, Yao se retiró con 30 años debido a sus lesiones. Estaba considerado el mejor pívot de los Rockets desde Hakeem Olajuwon. En febrero de 2011, los Rockets traspasaron a Shane Battier a Memphis Grizzlies por el tanzano Hasheem Thabeet. Así mismo, también transfirieron a Aaron Brooks a Phoenix Suns por Goran Dragić.
Los Rockets volvieron a quedarse sin playoffs esa temporada. Rick Adelman abandonó el conjunto de Texas y los Rockets firmaron a Kevin McHale como entrenador, el famoso exjugador de los Boston Celtics.
En el draft de 2011, los Rockets se hicieron con los rookies Marcus Morris y Chandler Parsons. En marzo de 2012, enviaron a Hasheem Thabeet y Jonny Flynn a Portland Trail Blazers por Marcus Camby. Así mismo, enviaron a Jordan Hill a Los Angeles Lakers por el reciente agente libre Derek Fisher (rápidamente cortado y enviado a Oklahoma City Thunder) y una primera ronda de draft.
La temporada 2011-12 transcurrió de manera más o menos regular. Tras el frustrado fichaje de Pau Gasol, los Rockets se centraron en el bloque sólido de Kevin Martin, Luis Scola y Goran Dragić. Finalmente terminaron con un global de 34-32, quedando en novena posición y fuera de playoffs, pese a estar la mayor parte de la temporada en posiciones de clasificación.

### La era de James Harden (2012-2021)

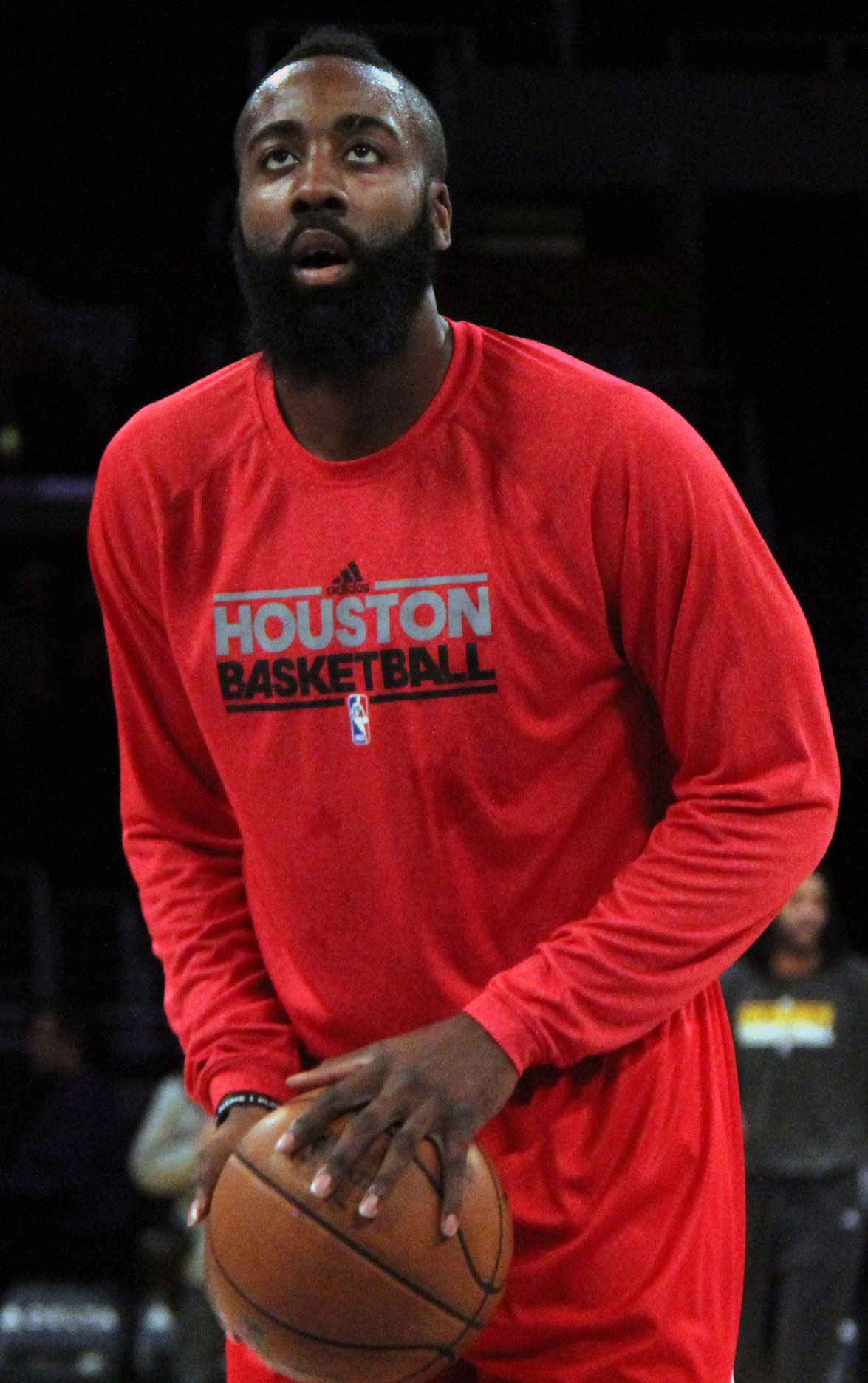
James Harden.

Para la temporada 2012-13, los Rockets iniciaron una total reestructuración de plantilla: Luis Scola fue amnistiado, Chase Budinger marchó rumbo a Minnesota Timberwolves, Marcus Camby a New York Knicks por Toney Douglas, Josh Harrellson y Jerome Jordan, estos dos últimos cortados, Samuel Dalembert rumbo a Milwaukee Bucks por Shaun Livingston, Jon Brockman y Jon Leuer (todos fueron cortados) y Dragić marchó libre a Phoenix Suns. Los Rockets firmaron al mediático Jeremy Lin y al turco Ömer Aşık, después de que sus equipos decidieran no igualar las ofertas. Pero el movimiento más sorprendente llegó poco antes de empezar la temporada, los Rockets traspasaron a Kevin Martin, Jeremy Lamb y una primera ronda de draft a Oklahoma City Thunder a cambio de James Harden, el cual llegaba para convertirse en el jugador franquicia del equipo, tras ser el mejor sexto hombre de la NBA. Junto a Harden llegaron Cole Aldrich, Daequan Cook y Lazar Hayward (este último cortado).
Harden debutó en los Rockets con 37 puntos, 12 asistencias, 6 robos y 4 rebotes y se destapó como el líder del equipo llegando a jugar en el All-Star Game de la NBA 2013. Los Rockets lograron clasificarse a playoffs en última posición con un 45-37 de global, siendo apeados por Oklahoma City Thunder tras forzar el sexto partido.

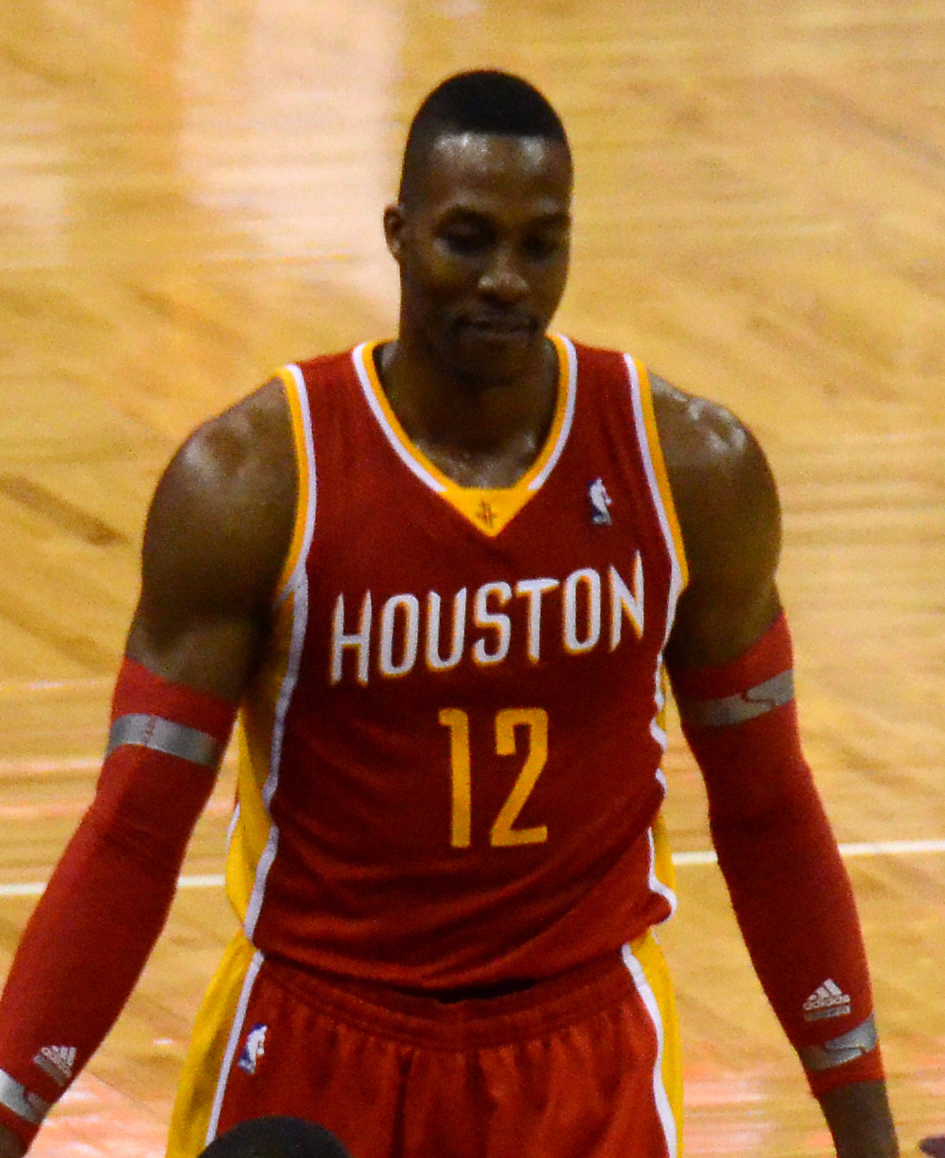
Dwight Howard.

Para la temporada 2013-14, los Rockets ficharon a Dwight Howard como agente libre tras su poco exitoso paso por Los Angeles Lakers. Los Rockets se preparaban para asaltar los puestos altos de la Conferencia Oeste con la nueva dupla Harden-Howard y escoltados por jugadores como Parsons o Lin. Tanto Howard como Harden participaron en el All-Star Game y Houston terminó la campaña con un balance de 54 victorias y 28 derrotas, el cuarto mejor registro del Oeste. En Playoffs se enfrentaron a los Portland Trail Blazers, perdiendo por 4-2 tras una asombrosa serie de Damian Lillard y Lamarcus Aldridge.
En el verano de 2016 anunciaron la contratación de Mike D'Antoni como nuevo entrenador jefe. Dwight Howard, cuya relación con James Harden no fue la mejor, se convirtió en agente libre y firmó con los Atlanta Hawks. Los Rockets se reforzaron con Ryan Anderson y Eric Gordon, dos jugadores de perímetro. D'Antoni anunció que Harden pasaría a ser el base del equipo. La reconversión de La Barba al puesto de point guard fue todo un éxito: además de mantener su media anotadora (29'1 puntos por partido), Harden lideró la NBA en asistencias por primera vez en su carrera (11'2).
El 4 de octubre de 2019, el general manager de los Houston Rockets, Daryl Morey, publicó un tuit en el que apoyaba las protestas en Hong Kong de 2019-2021 contra el proyecto de extradición del gobierno chino. Ese tuit provocó la suspensión de relaciones entre la liga china (la Chinese Basketball Association) y los Houston Rockets. Como representante del equipo, Harden salió públicamente a disculparse, diciendo:

"We apologize. We love China."
"Nos disculpamos. Nos encanta China".

[actualizar]

### Volver a empezar (2021-presente)

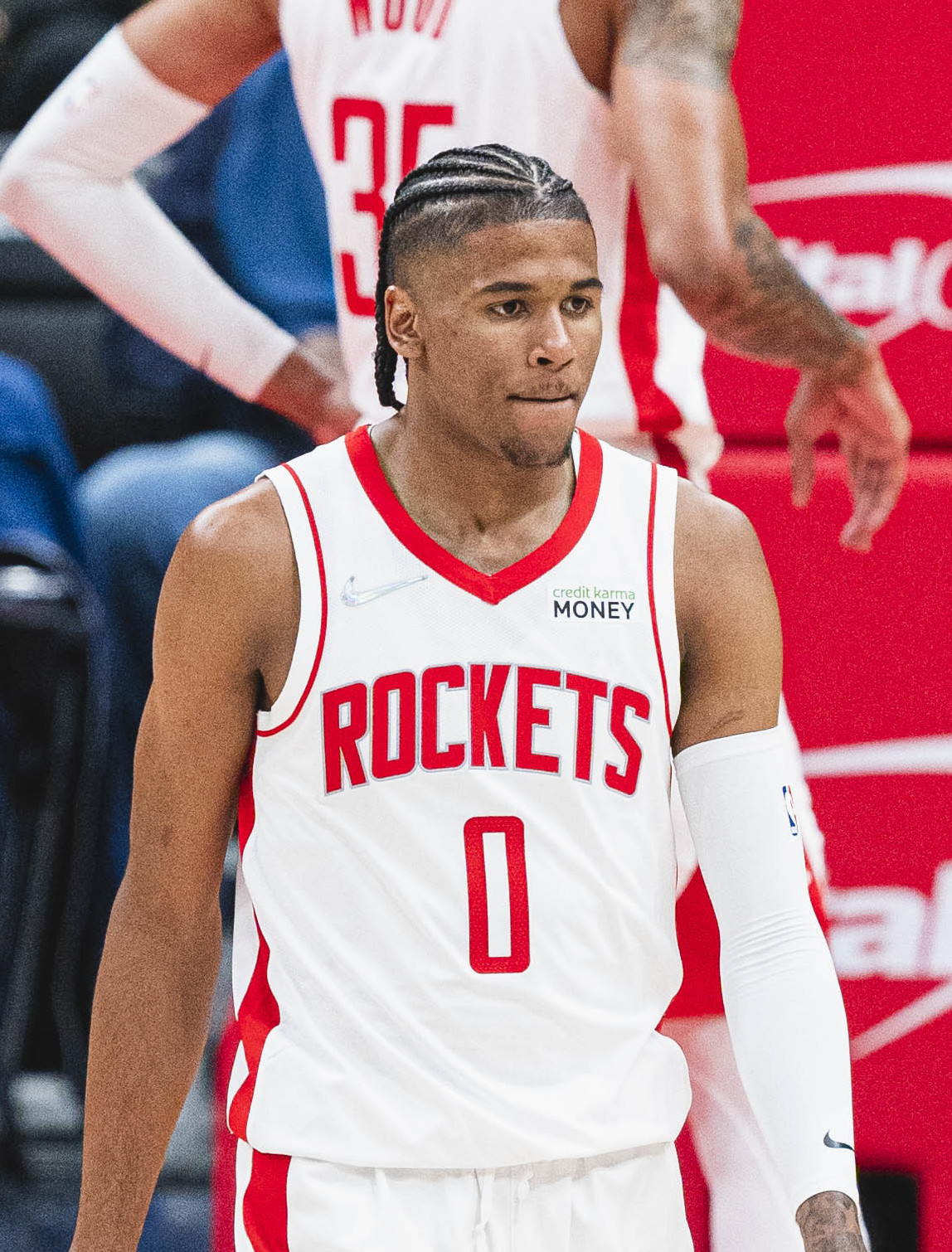
Jalen Green, la primera elección de los Rockets en el Draft de 2021.

Antes de comenzar la temporada 2020-21 firmaban a DeMarcus Cousins, se hacían con los servicios de John Wall al traspasar a Russell Westbrook a Washington Wizards, pero el 13 de enero de 2021, James Harden ponía rumbo a Brooklyn Nets, en un traspaso que involucraba a cuatro equipos y por el que los Rockets recibían a Victor Oladipo. A pesar de ello, terminó con un balance de 17-55, en decimoquinta posición de su conferencia, último, perdiéndose los playoffs por primera vez en nueve años.
La temporada 2021-22 suponía el comienzo de una nueva era, ya sin Harden. Eligieron en el draft a Jalen Green, procedente de la G League. El balance a final de temporada apenas mejoró el del año anterior, con tan solo 20 victorias por 62 derrotas, el peor de toda la liga. Se perdieron los playoffs por segundo año consecutivo, algo que no ocurría desde 2012.
De cara a la 2022-23 se confirmaron las salidas de Christian Wood y John Wall, y las llegadas de Boban Marjanovic, Trey Burke y Marquese Chriss. El equipo finalizó decimocuarto de su conferencia perdiéndose los playoffs por tercer año consecutivo.

## Trayectoria
Nota: G: Partidos ganados; P:Partidos perdidos; %:porcentaje de victorias
| Temporada         | G    | P    | %    | Play-offs                                                                            | Resultado                                                                                    |
| ----------------- | ---- | ---- | ---- | ------------------------------------------------------------------------------------ | -------------------------------------------------------------------------------------------- |
| San Diego Rockets |      |      |      |                                                                                      |                                                                                              |
| 1967-68           | 15   | 67   | .183 |                                                                                      |                                                                                              |
| 1968-69           | 37   | 45   | .451 | Pierde Semifinales División                                                          | Atlanta 4, San Diego 2                                                                       |
| 1969-70           | 27   | 55   | .329 |                                                                                      |                                                                                              |
| 1970-71           | 40   | 42   | .488 |                                                                                      |                                                                                              |
| Houston Rockets   |      |      |      |                                                                                      |                                                                                              |
| 1971-72           | 34   | 48   | .415 |                                                                                      |                                                                                              |
| 1972-73           | 33   | 49   | .402 |                                                                                      |                                                                                              |
| 1973-74           | 32   | 50   | .390 |                                                                                      |                                                                                              |
| 1974-75           | 41   | 41   | .500 | Gana 1.ª Ronda Pierde Semifinales División                                           | Houston 2, New York 1 Philadelphia 4, Houston 1                                              |
| 1975-76           | 40   | 42   | .488 |                                                                                      |                                                                                              |
| 1976-77           | 49   | 33   | .598 | Gana Semifinales División Pierde Finales Conferencia                                 | Houston 4, Washington 2 Philadelphia 4, Houston 2                                            |
| 1977-78           | 28   | 54   | .341 |                                                                                      |                                                                                              |
| 1978-79           | 47   | 35   | .573 | Pierde 1.ª Ronda                                                                     | Atlanta 2, Houston 0                                                                         |
| 1979-80           | 41   | 41   | .500 | Gana 1.ª Ronda Pierde Semifinales División                                           | Houston 2, San Antonio 1 Boston 4, Houston 0                                                 |
| 1980-81           | 40   | 42   | .488 | Gana 1.ª Ronda Gana Semifinales División Gana Finales Conferencia Pierde Finales NBA | Houston 2, LA Lakers 1 Houston 4, San Antonio 3 Houston 4, Kansas City 1 Boston 4, Houston 2 |
| 1981-82           | 46   | 36   | .561 | Pierde 1.ª Ronda                                                                     | Seattle 2, Houston 1                                                                         |
| 1982-83           | 14   | 68   | .171 |                                                                                      |                                                                                              |
| 1983-84           | 29   | 53   | .354 |                                                                                      |                                                                                              |
| 1984-85           | 48   | 34   | .585 | Pierde 1.ª Ronda                                                                     | Utah 3, Houston 2                                                                            |
| 1985-86           | 51   | 31   | .622 | Gana 1.ª Ronda Gana Semifinales División Gana Finales Conferencia Pierde Finales NBA | Houston 3, Sacramento 0 Houston 4, Denver 2 Houston 4, LA Lakers 1 Boston 4, Houston 2       |
| 1986-87           | 42   | 40   | .512 | Gana 1.ª Ronda Pierde Semifinales División                                           | Houston 3, Portland 1 Seattle 4, Houston 2                                                   |
| 1987-88           | 46   | 36   | .561 | Pierde 1.ª Ronda                                                                     | Dallas 3, Houston 1                                                                          |
| 1988-89           | 45   | 37   | .549 | Pierde 1.ª Ronda                                                                     | Seattle 3, Houston 1                                                                         |
| 1989-90           | 41   | 41   | .500 | Pierde 1.ª Ronda                                                                     | LA Lakers 3, Houston 0                                                                       |
| 1990-91           | 52   | 30   | .634 | Pierde 1.ª Ronda                                                                     | LA Lakers 3, Houston 0                                                                       |
| 1991-92           | 42   | 40   | .512 |                                                                                      |                                                                                              |
| 1992-93           | 55   | 27   | .671 | Gana 1.ª Ronda Pierde Semifinales División                                           | Houston 3, LA Clippers 2 Seattle 4, Houston 3                                                |
| 1993-94           | 58   | 24   | .707 | Gana 1.ª Ronda Gana Semifinales División Gana Finales Conferencia Gana Finales NBA   | Houston 3, Portland 1 Houston 4, Phoenix 3 Houston 4, Utah 1 Houston 4, New York 3           |
| 1994-95           | 47   | 35   | .573 | Gana 1.ª Ronda Gana Semifinales División Gana Finales Conferencia Gana Finales NBA   | Houston 3, Utah 2 Houston 4, Phoenix 3 Houston 4, San Antonio 2 Houston 4, Orlando 0         |
| 1995-96           | 48   | 34   | .585 | Gana 1.ª Ronda Pierde Semifinales División                                           | Houston 3, LA Lakers 1 Seattle 4, Houston 0                                                  |
| 1996-97           | 57   | 25   | .695 | Gana 1.ª Ronda Gana Semifinales División Pierde Finales Conferencia                  | Houston 3, Minnesota 0 Houston 4, Seattle 3 Utah 4, Houston 2                                |
| 1997-98           | 41   | 41   | .500 | Pierde 1.ª Ronda                                                                     | Utah 3, Houston 2                                                                            |
| 1998-99           | 31   | 19   | .620 | Pierde 1.ª Ronda                                                                     | LA Lakers 3, Houston 1                                                                       |
| 1999-2000         | 34   | 48   | .415 |                                                                                      |                                                                                              |
| 2000-01           | 45   | 37   | .550 |                                                                                      |                                                                                              |
| 2001-02           | 28   | 54   | .341 |                                                                                      |                                                                                              |
| 2002-03           | 43   | 39   | .524 |                                                                                      |                                                                                              |
| 2003-04           | 45   | 37   | .550 | Pierde 1.ª Ronda                                                                     | LA Lakers 4, Houston 1                                                                       |
| 2004-05           | 51   | 31   | .622 | Pierde 1.ª Ronda                                                                     | Dallas 4, Houston 3                                                                          |
| 2005-06           | 34   | 48   | .415 |                                                                                      |                                                                                              |
| 2006-07           | 52   | 30   | .634 | Pierde 1.ª Ronda                                                                     | Utah 4, Houston 3                                                                            |
| 2007-08           | 55   | 27   | .671 | Pierde 1.ª Ronda                                                                     | Utah 4, Houston 2                                                                            |
| 2008-09           | 53   | 29   | .646 | Gana 1.ª Ronda Pierde Semifinales de Conferencia                                     | Houston 4, Portland 2 LA Lakers 4, Houston 3                                                 |
| 2009-10           | 42   | 40   | .512 |                                                                                      |                                                                                              |
| 2010-11           | 43   | 39   | .524 |                                                                                      |                                                                                              |
| 2011-12           | 34   | 32   | .515 |                                                                                      |                                                                                              |
| 2012-13           | 45   | 37   | .549 | Pierde 1.ª Ronda                                                                     | Oklahoma City 4, Houston 2                                                                   |
| 2013-14           | 54   | 28   | .659 | Pierde 1.ª Ronda                                                                     | Portland 4, Houston 2                                                                        |
| 2014-15           | 56   | 26   | .683 | Gana 1.ª Ronda Gana Semifinales de Conferencia Pierde Finales Conferencia            | Houston 4, Dallas 1 Houston 4, Los Angeles 3 Golden State 4, Houston 1                       |
| 2015-16           | 41   | 41   | .500 | Pierde 1.ª Ronda                                                                     | Golden State 4, Houston 1                                                                    |
| 2016-17           | 55   | 27   | .671 | Gana 1.ª Ronda Pierde Semifinales Conferencia                                        | Houston 4, Oklahoma City 1 San Antonio 4, Houston 2                                          |
| 2017-18           | 65   | 17   | .793 | Gana 1.ª Ronda Gana Semifinales de Conferencia Pierde Finales de Conferencia         | Houston 4, Minnesota 1 Houston 4, Utah 1 Golden State 4, Houston 3                           |
| 2018-19           | 53   | 29   | .646 | Gana 1.ª Ronda Pierde Semifinales de Conferencia                                     | Houston 4, Utah 1 Golden State 4, Houston 2                                                  |
| 2019-20           | 44   | 28   | .611 | Gana 1.ª Ronda Pierde Semifinales de Conferencia                                     | Houston 4, Oklahoma 3 LA Lakers 4, Houston 1                                                 |
| 2020-21           | 17   | 55   | .236 |                                                                                      |                                                                                              |
| 2021-22           | 20   | 62   | .244 |                                                                                      |                                                                                              |
| 2022-23           | 22   | 60   | .268 |                                                                                      |                                                                                              |
| 2023-24           | 41   | 41   | .500 |                                                                                      |                                                                                              |
| 2024-25           | 52   | 30   | .634 | Pierde 1.ª Ronda                                                                     | Golden State 4, Houston 3                                                                    |
| Totales           | 2369 | 2237 | .514 |                                                                                      |                                                                                              |
| Playoffs          | 153  | 155  | .498 | 2 Campeonatos                                                                        | 2 Campeonatos                                                                                |

## Jugadores

### Derechos internacionales
Los Houston Rockets tienen los derechos internacionales sobre los siguientes jugadores.
| Draft | Ronda | Puesto | Jugador     | Pos. | Nacionalidad | Equipo actual               | Nota(s)                                        | Ref    |
| ----- | ----- | ------ | ----------- | ---- | ------------ | --------------------------- | ---------------------------------------------- | ------ |
| 2018  | 2     | 44     | Issuf Sanon | G    | Ucrania      | Prometey (Letonia)          | Adquirido de Washington Wizards (vía New York) |        |
| 2017  | 2     | 60     | Alpha Kaba  | PF   | Guinea       | Budućnost VOLI (Montenegro) | Adquirido de Atlanta Hawks                     | [ 20 ] |

### Jugadores notables

#### Miembros del Basketball Hall of Fame
- Rick Barry (1987)[21]
- Elvin Hayes (1990)[22]
- Calvin Murphy (1993)[23]
- Moses Malone (2001)[24]
- Clyde Drexler (2004)[25]
- Charles Barkley (2006)[26]
- Hakeem Olajuwon (2008)[27]
- Yao Ming (2016)[28]
- Tracy McGrady (2017)[29]

#### Números retirados
- 11 Yao Ming,[30] Pívot, 2002-2011
- 22 Clyde Drexler,[31] Escolta, 1995-98
- 23 Calvin Murphy,[32] Base, 1970-83
- 24 Moses Malone,[33] Pívot, 1976-82
- 34 Hakeem Olajuwon,[34] Pívot, 1984-2001
- 45 Rudy Tomjanovich,[32] Alero, 1970-81; Entrenador, 1991-2003
- CD Carroll Dawson,[35] Entrenador asistente y General Mánager 1979–2007 (Como no jugó con los Rockets, el equipo usó sus iniciales)

## Entrenadores
| San Diego Rockets |                   |           |     |     |     |      |    |    |    |                                                             |        |
| 1                 | Jack McMahon      | 1968–1970 | 190 | 61  | 129 | .321 | 6  | 2  | 4  |                                                             | [ 36 ] |
| 2                 | Alex Hannum       | 1970–71   | 138 | 58  | 80  | .420 | –  | –  | –  |                                                             | [ 37 ] |
| Houston Rockets   |                   |           |     |     |     |      |    |    |    |                                                             |        |
| 3                 | Tex Winter        | 1971–1973 | 129 | 51  | 78  | .395 | –  | –  | –  |                                                             | [ 38 ] |
| 4                 | Johnny Egan       | 1973–1976 | 281 | 129 | 152 | .459 | 8  | 3  | 5  |                                                             | [ 39 ] |
| 5                 | Tom Nissalke      | 1976–1979 | 246 | 124 | 122 | .504 | 14 | 6  | 8  | Entrenador del Año de la NBA 1976–77                        | [ 41 ] |
| 6                 | Del Harris        | 1979–1983 | 328 | 141 | 187 | .430 | 31 | 15 | 16 |                                                             | [ 42 ] |
| 7                 | Bill Fitch        | 1983–1988 | 410 | 216 | 194 | .527 | 39 | 21 | 18 | Uno de los 10 mejores entrenadores de la historia de la NBA | [ 44 ] |
| 8                 | Don Chaney        | 1988–1992 | 298 | 164 | 134 | .550 | 1  | 2  | 9  | Entrenador del Año de la NBA 1990–91                        | [ 45 ] |
| 9                 | Rudy Tomjanovich  | 1992–2003 | 900 | 503 | 397 | .559 | 90 | 51 | 39 | 2 Campeonatos (1994, 1995)                                  | [ 46 ] |
| 10                | Jeff Van Gundy    | 2003–2007 | 328 | 182 | 146 | .555 | 19 | 7  | 12 |                                                             | [ 47 ] |
| 11                | Rick Adelman      | 2007–2011 | 164 | 108 | 56  | .659 | 19 | 9  | 10 |                                                             | [ 48 ] |
| 12                | Kevin McHale      | 2011–2015 | 323 | 193 | 130 | .597 | 29 | 13 | 16 |                                                             | [ 49 ] |
| 13                | J. B. Bickerstaff | 2015-16   | 71  | 37  | 34  | .521 | 5  | 1  | 4  |                                                             | [ 50 ] |
| 14                | Mike D'Antoni     | 2016-2020 | 318 | 217 | 101 | .682 | 51 | 28 | 23 | Entrenador del Año de la NBA 2016-17                        | [ 51 ] |
| 15                | Stephen Silas     | 2020-2023 | 236 | 59  | 177 | .250 |    |    |    |                                                             | [ 52 ] |

## Gestión

### General Managers
| GM              | Periodo                             |
| --------------- | ----------------------------------- |
| Jack McMahon    | marzo 1967 – junio de 1968          |
| Pete Newell     | junio 1968 – mayo de 1972           |
| Ray Patterson   | mayo 1972 – septiembre de 1989      |
| Steve Patterson | septiembre de 1989 – agosto de 1993 |
| Tod Leiweke     | agosto de 1993 – enero de 1994      |
| Bob Weinhauer   | enero de 1994 – mayo de 1996        |
| Carroll Dawson  | mayo de 1996 – mayo de 2007         |
| Daryl Morey     | mayo de 2007 – octubre de 2020      |
| Rafael Stone    | octubre de 2020 – presente          |

### Propietarios
| Propietario                                         | Periodo                             |
| --------------------------------------------------- | ----------------------------------- |
| Robert Breitbard                                    | Enero de 1967 – junio de 1971       |
| Billy Goldberg, Wayne Duddlesten, Mickey Herskowitz | Junio de 1971 – diciembre de 1973   |
| Irvin Kaplan                                        | Diciembre de 1973 – febrero de 1975 |
| James Talcott Incorporated                          | Febrero de 1975 – febrero 1976      |
| Kenneth Schnitzer                                   | Febrero de 1976 – mayo de 1979      |
| George J. Maloof, Sr.                               | Mayo de 1979 – noviembre de 1980    |
| Gavin Maloof                                        | Noviembre de 1980 – junio de 1982   |
| Charlie Thomas                                      | Junio de 1982 – julio de 1993       |
| Leslie Alexander                                    | Julio de 1993 – octubre de 2017     |
| Tilman Fertitta                                     | Octubre 2017 – presente             |

## Premios
| MVP de la Temporada - Moses Malone - 1979, 1982 - Hakeem Olajuwon - 1994 - James Harden - 2018 MVP de las Finales - Hakeem Olajuwon - 1994, 1995 Mejor Defensor - Hakeem Olajuwon - 1993, 1994 Rookie del Año - Ralph Sampson - 1984 - Steve Francis - 2000 Jugador Más Mejorado - Aaron Brooks - 2010 Mejor Jugador ESPY - Hakeem Olajuwon - 1995, 1996 Mejor Entrenador del Año - Tom Nissalke - 1977 - Don Chaney - 1991 Ejecutivo del Año - Ray Patterson - 1977 Premio Hustle - Patrick Beverley - 2017 | Mejor Quinteto de la Temporada - Moses Malone - 1979, 1982 - Hakeem Olajuwon - 1987, 1988, 1989, 1993, 1994, 1997 - James Harden - 2014, 2015, 2017, 2018, 2019, 2020 Segundo Mejor Quinteto de la Temporada - Moses Malone - 1980, 1981 - Ralph Sampson - 1984 - Hakeem Olajuwon - 1986, 1990, 1996 - Yao Ming - 2007, 2009 - Tracy McGrady - 2007 Tercer Mejor Quinteto de la Temporada - Hakeem Olajuwon - 1991, 1995, 1999 - Clyde Drexler - 1995 - Yao Ming - 2004, 2006, 2008 - Tracy McGrady - 2005, 2008 - James Harden - 2013 - Russell Westbrook - 2020 | Mejor Quinteto Defensivo - Hakeem Olajuwon - 1987, 1988, 1990, 1993, 1994 - Rodney McCray - 1988 Segundo Mejor Quinteto Defensivo - Moses Malone - 1979 - Hakeem Olajuwon - 1985, 1991, 1996, 1997 - Rodney McCray - 1987 - Shane Battier - 2009 - Ron Artest - 2009 Mejor Quinteto de Rookies - Elvin Hayes - 1969 - Calvin Murphy - 1971 - Joe Meriweather - 1976 - John Lucas - 1977 - Ralph Sampson - 1984 - Hakeem Olajuwon - 1985 - Steve Francis - 2000 - Yao Ming - 2003 - Jae'Sean Tate - 2021 - Jalen Green - 2022 Segundo Mejor Quinteto de Rookies - Robert Horry - 1993 - Matt Maloney - 1997 - Cuttino Mobley - 1999 - Michael Dickerson - 1999 - Eddie Griffin - 2002 - Luther Head - 2006 - Chandler Parsons - 2012 - Tari Eason - 2023 - Jabari Smith Jr. - 2023 - Amen Thompson - 2024 |

## Otros datos
- Son hermanos del equipo de baloncesto femenino Houston Comets de la WNBA.
- Su mascota es un oso llamado "Clutch".